# Cléguer

Cléguer este o comună în departamentul Morbihan, Franța. În 1 ianuarie 2022 avea o populație de 3.404 de locuitori.